# 875 North Michigan Avenue
El 875 North Michigan Avenue (nombrada antiguamente como John Hancock Center) es un rascacielos de cien plantas y 344 metros de altura situado en el 875 North Michigan Avenue de Chicago, Estados Unidos. Fue construido bajo la supervisión de Skidmore, Owings and Merrill, y sus diseñadores principales fueron Bruce Graham y el ingeniero estructural Fazlur Rahman Khan. Cuando se coronó, el 6 de mayo de 1968, se convirtió en el segundo edificio más alto del mundo y el más alto fuera de Nueva York. Actualmente es el quinto más alto de Chicago, tras la Torre Willis, el Trump International Hotel and Tower, la Vista Tower y el Aon Center. Si se incluye su antena, tiene una altura total de 459 metros. El edificio contiene oficinas y unas setecientas viviendas, así como restaurantes y espacio comercial. El edificio se llama así en honor a la John Hancock Mutual Life Insurance Company, promotora y ocupante original del edificio, y recibe el apodo Big John ("Gran John").
Desde el restaurante de la planta 95, los comensales pueden ver todo Chicago y el Lago Míchigan. El observatorio (llamado 360º Chicago), que compite con el Skydeck de la Torre Willis, ofrece vistas panorámicas de la ciudad y cuatro estados hasta una distancia máxima de más de 120 kilómetros. Este observatorio tiene el único SkyWalk al aire libre de Chicago y también ofrece una visita multimedia gratis en seis idiomas. El sky lobby de la planta 44 contiene la piscina interior más alta de los Estados Unidos. El sábado 21 de noviembre de 2015 se desató un incendio en la planta 50 del edificio.

## Historia
El proyecto, que se convertiría en el segundo edificio más alto del mundo, fue concebido por Jerry Wolman a finales de 1964 y financiado por la John Hancock Mutual Life Insurance. La construcción de la torre se interrumpió en 1967, cuando el edificio tenía veinte plantas, al descubrirse un fallo en el innovador método usado para verter el hormigón en fases. Los ingenieros obtuvieron los mismos asientos con las veinte plantas construidas que los que esperaban con todas las 99 plantas. Esto obligó al dueño a paralizar la construcción hasta que se pudiera resolver el problema, y dio lugar a una crisis de crédito. Esta situación es similar a la sufrida en la construcción de 111 West Wacker, llamada entonces Waterview Tower. El dueño, Jerry Wolman, se declaró en quiebra, lo que hizo que John Hancock se hiciera cargo del proyecto, manteniendo el diseño original y el mismo arquitecto, ingeniero y contratista.
El primer residente del edificio fue Ray Heckla, el ingeniero del edificio, responsable de las plantas residenciales de la 44 a la 92. Heckla se trasladó junto con su familia en abril de 1969, antes de que se finalizara totalmente la construcción.
El 11 de noviembre de 1981, el Día de los Veteranos, Dan Goodwin consiguió escalar por la pared exterior del edificio con el objetivo de llamar la atención sobre la imposibilidad de rescatar a personas atrapadas en las plantas más altas de los rascacielos. Llevando un traje de buceo y un dispositivo de escalada que le permitió trepar por las vigas del edificio, Goodwin se tuvo que enfrentar a continuos intentos del Departamento de Bomberos de Chicago de detenerlo. El comisario de bomberos William Blair ordenó que los bomberos dirigieran una manguera hacia él a máxima potencia y le lanzaran hachas desde el interior, a través de los cristales cercanos. Temiendo por la vida de Goodwin, el alcalde Jane Byrne intervino y le dejó que continuara hasta la cima del edificio.
El John Hancock Center apareció en la película Poltergeist III de 1988, de hecho, la película se desarrolla en el edificio.
El 18 de diciembre de 1997, el actor Chris Farley fue encontrado muerto en su apartamento en la planta 60 del John Hancock Center.
El 9 de marzo de 2002, cayó parte de un andamio desde la planta 43 después de que las ráfagas de viento de unos cien kilómetros por hora aflojaran sus juntas. Chocó con varios coches y produjo la muerte de tres personas en dos de ellos. El resto del andamio se balanceó hacia atrás y hacia adelante en las ráfagas, golpeando repetidamente contra el edificio, lo que provocó daños en el revestimiento, rompió algunas ventanas y envió algunas piezas a la calle.
En 1998 la empresa Shorenstein Properties LLC, con sede en San Francisco, compró el edificio por 220 millones de dólares. El 19 de diciembre de 2006, Shorenstein vendió la parte no residencial del edificio a un consorcio de Golub & Company y Whitehall Street Real Estate Funds por 385 millones de dólares.
En junio de 2013, un consorcio de la empresa de inversiones inmobiliarias Hearn Co. de Chicago, la empresa de inversiones Mount Kellett Capital Management L.P. de Nueva York y la promotora Lynd Co. de San Antonio cerró la compra de los 80 000 m² de oficinas y el aparcamiento del edificio, con capacidad para 710 coches. Estas empresas no revelaron el precio, pero algunas fuentes dicen que estuvo en torno a los 145 millones.

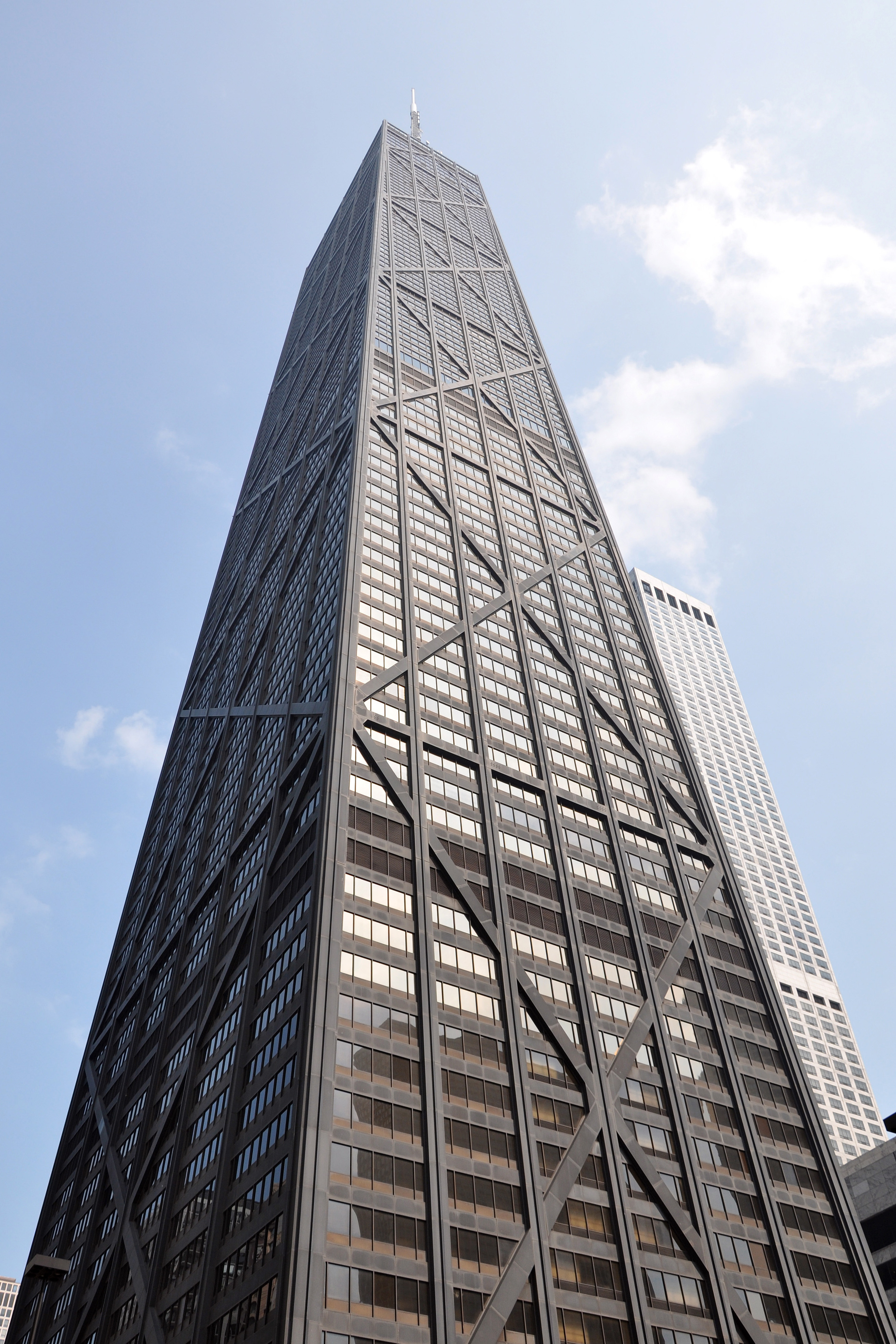
El John Hancock Center.

Los dueños anteriores consiguieron unos 410 millones de dólares mediante un proceso inusual en el que vendieron el John Hancock Center en cuatro piezas separadas para ampliar el grupo de potenciales compradores. La parte de oficinas y el aparcamiento fue el último paso en esta venta por piezas. El consorcio de Deutsche Bank AG y la NorthStar Realty Finance Corp. de Nueva York pagó unos 325 millones de dólares en 2012 para saldar deudas en el Hancock, después de que sus dueños anteriores debieran 400 millones en préstamos. El consorcio NorthStar-Deutsche Bank ya había vendido la parte comercial y el restaurante, el observatorio y las antenas por un total de 256 millones de dólares en tres acuerdos anteriores.
El último domingo de febrero se realiza una carrera anual para subir las escaleras de las 94 plantas del edificio que hay desde la Michigan Avenue hasta el observatorio, llamada Hustle up the Hancock ("Sube corriendo el Hancock"). Esta carrera es en beneficio de la Respiratory Health Association of Metropolitan Chicago. El tiempo récord hasta 2007 es de 9 minutos y 30 segundos.
El 16 de abril de 2009 a las 6:00 CDT, WYCC-TV, retransmitiendo desde el John Hancock, pasó a la transmisión digital, convirtiéndose en la primera televisión de Chicago que dejó de emitir la señal analógica. WYCC-TV es una de las solo dos cadenas de televisión de Chicago que emiten su señal desde la cima del John Hancock Center. La otra es WGBO-DT, mientras que todas las otras cadenas de la zona emiten desde la Torre Willis.
El 21 de noviembre de 2015, se desató un incendio en un apartamento de la planta 50 del edificio. El Departamento de Bomberos de Chicago extinguió el incendio en hora y media; cinco personas sufrieron heridas leves. Parte del edificio está protegida por un sistema de aspersores contra incendio, pero las plantas residenciales no tienen aspersores.

## Diseño

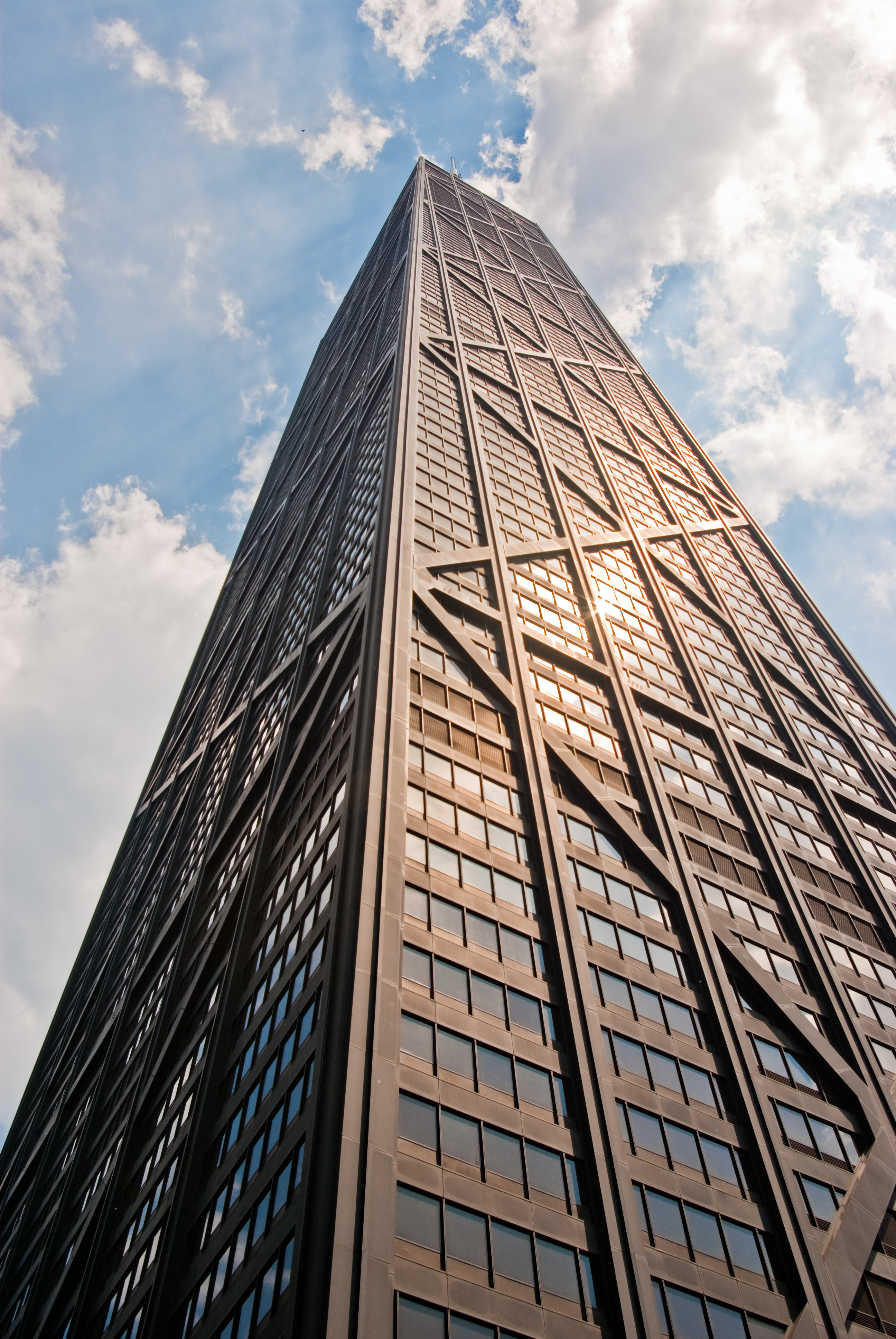
John Hancock Center.

Es uno de los edificios más famosos del estilo conocido como expresionismo estructural y tiene un característico exterior con vigas con forma de X que hace que la fachada del edificio forme parte de su estructura. Esta fue una de las técnicas que usaron los ingenieros y diseñadores para conseguir una altura récord. Estas vigas con forma de X otorgan mayor resistencia a edificios altos ante vientos y terremotos, y además liberan el interior de las plantas de pilares. Estos elementos tan originales han hecho que el John Hancock Center sea un incono arquitectónico. Fue diseñado por el ingeniero civil bangladesí-estadounidense Fazlur Khan y el arquitecto Bruce Graham.
El interior se remodeló en 1995, añadiendo al vestíbulo superficies de travertino, granito negro y caliza. La plaza elíptica en el exterior del edificio sirve como un oasis público que contiene plantas estacionales y una cascada de 3,7 metros de altura. Por la noche, se puede ver un grupo de luces blancas en la cima del edificio desde todo Chicago. Estas luces cambian de color para conmemorar diferentes eventos y fiestas. Por ejemplo, en Navidad los colores son verde y rojo. Cuando un equipo deportivo de Chicago llega lejos en los play-offs, se cambian los colores a los de ese equipo.
El edificio es miembro de la Federación Mundial de Grandes Torres. Ha ganado varios premios por su característico diseño, incluido el Distinguished Architects Twenty-five Year Award del American Institute of Architects en mayo de 1999.

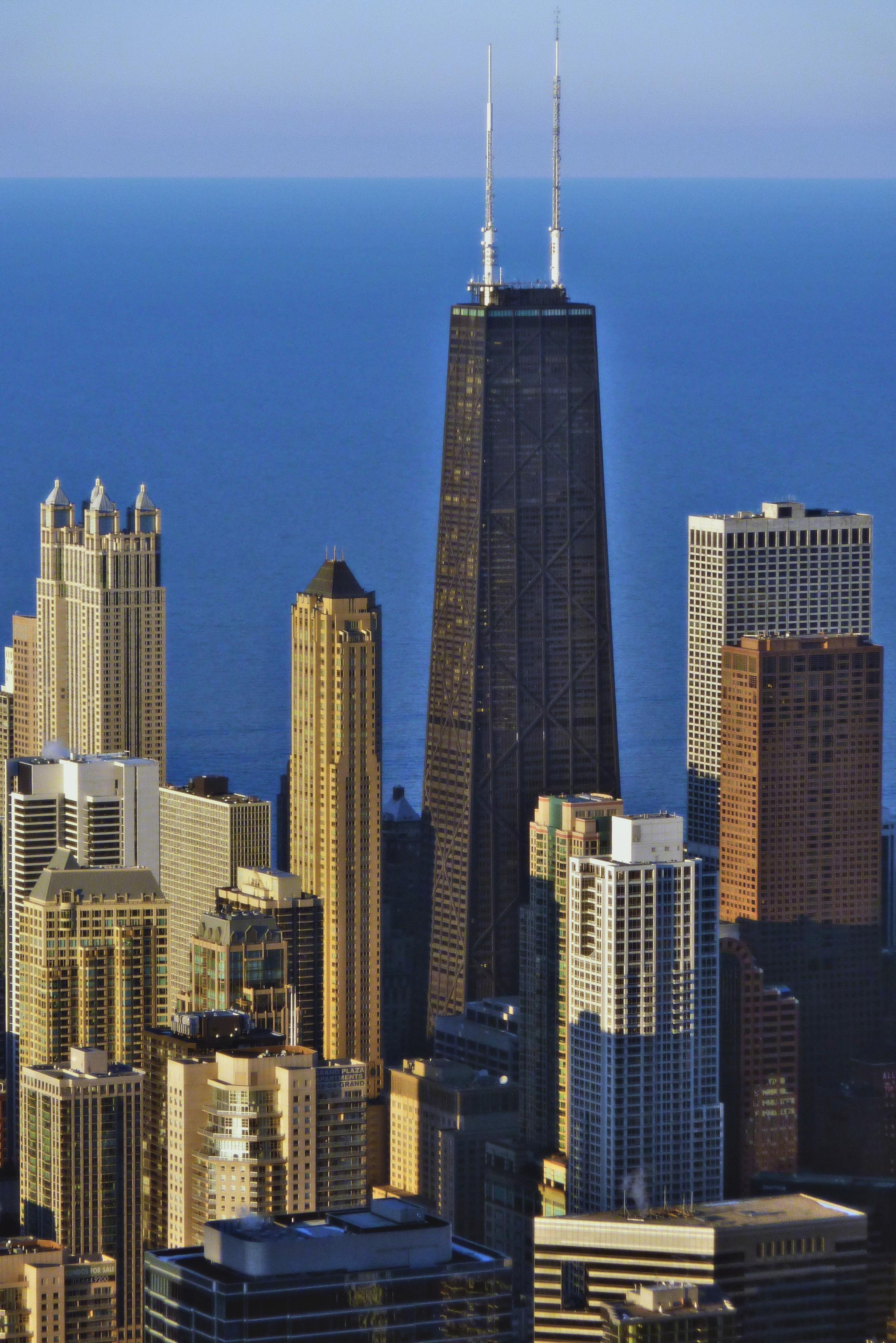
Vista desde la Torre Willis. Puede verse el Lago Míchigan al fondo.

El John Hancock Center tiene 457,2 metros de altura incluidas sus dos antenas, que le hacen el 33º edificio más alto del mundo por altura máxima. Los ascensores que conducen al observatorio del John Hancock Center, fabricados por Otis, recorren las 96 plantas a una velocidad máxima de 33 km/h (9,1 m/s).

## 360° Chicago
Situado en la planta 94, 360° Chicago es el mirador del John Hancock Center. El suelo de este mirador está a 314 metros de altura sobre el suelo. La entrada está en el sótano del John Hancock Center; y es accesible principalmente desde Michigan Avenue. El mirador, llamado anteriormente John Hancock Observatory, es gestionado desde 2014 por el Montparnasse 56 Group de París. Los ascensores son los más rápidos del Hemisferio Occidental, con una velocidad máxima de 9,1 m/s (33 km/h). El observatorio tiene mayor superficie que su competidor directo, el Skydeck de la Torre Willis. Además, 360° Chicago tiene una cafetería de Lavazza que ofrece también bebidas alcohólicas. En verano de 2014, 360° Chicago introdujo su atracción TILT (literalmente, "inclinar"). La plataforma del TILT tiene un coste adicional, y consiste en una serie de ventanas del suelo al techo que se inclinan lentamente hacia fuera del edificio hasta los 30°. Esta plataforma está en la planta del mirador, y da hacia el sur, por tanto hacia la ciudad. Este mirador tiene menos visitantes que el Skydeck de la Torre Willis, por lo que la experiencia es más tranquila y rápida.

## Inquilinos
- Accent Chicago
- Aveda
- Best Buy[33]
- The Cheesecake Factory
- Cimaglia Productions
- Consulado General de Dinamarca en Chicago, Suite 3950[34]
- Elephants, Etc.
- Big Shoulders Digital Video Production[35]
- Exclusively Gourmet, Ltd.
- Etihad Airways (planta 31)[36]
- Fingers & Toes Nail Salon
- Gateway Newsstand & Snack Shop
- Golin, Suite 2600[37]
- Hanig's Footwear[38]
- 360° Chicago
- L'Appetito
- Laurichem Inc., Suite 8609
- Jamba Juice
- The North Face
- The Signature Room at the 95th[39]
- Regus, Suite 3100
- Qatar Airways, Suite 1310[40]
- Weber Shandwick, Suite 2400[41]
- FCB[42]

## Galería de imágenes

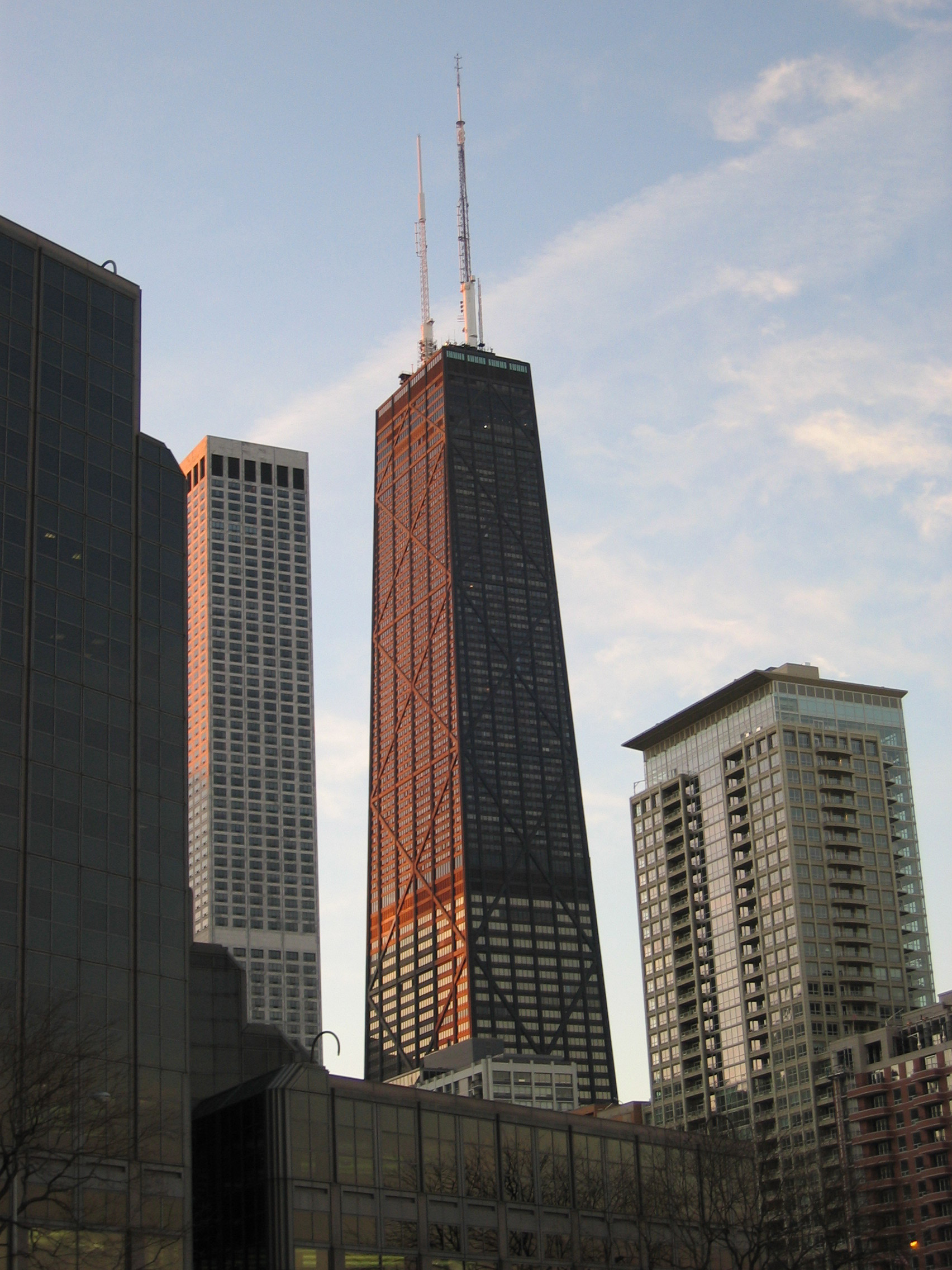
Vista del John Hancock Center al atardecer.
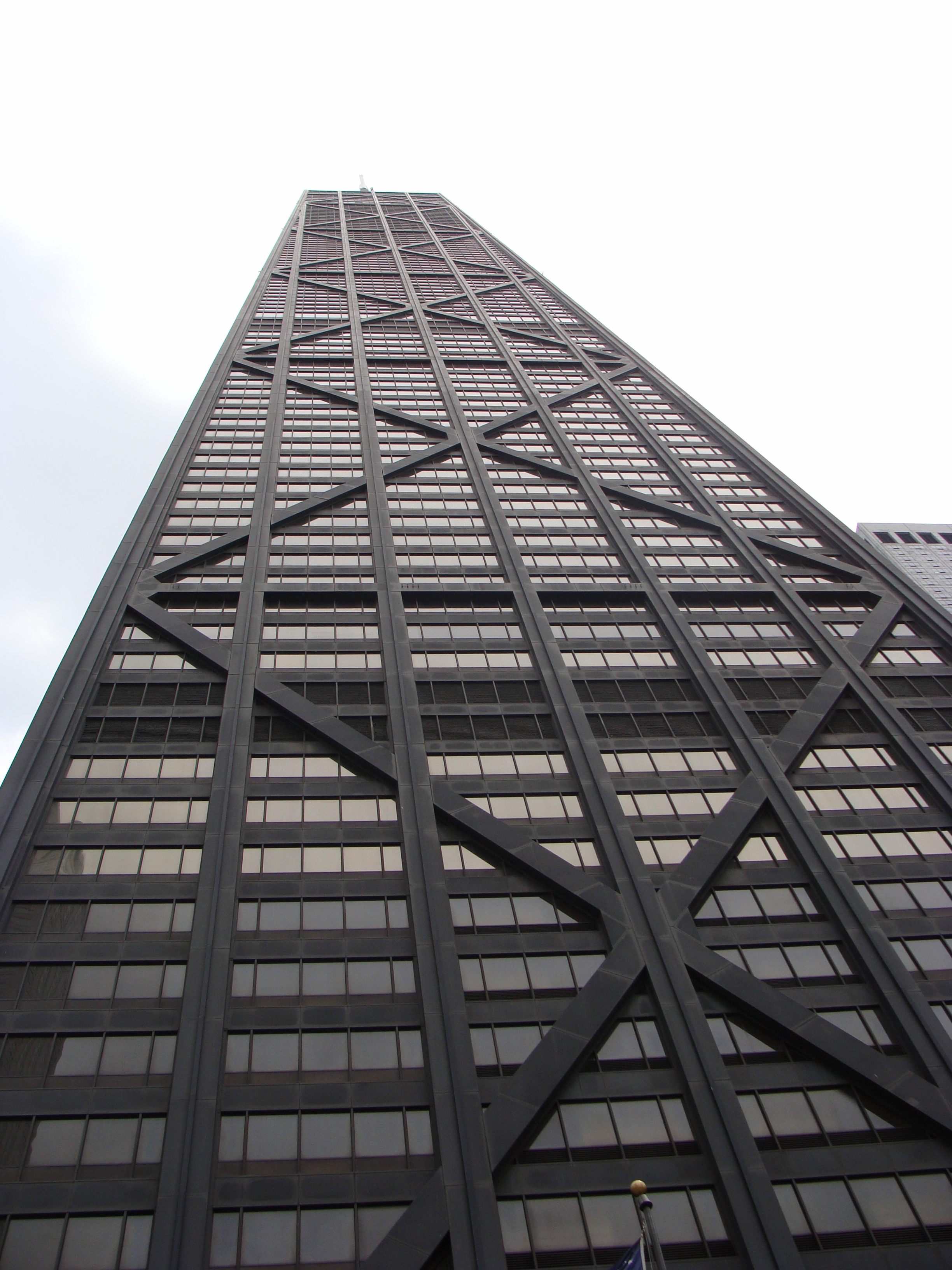
Vista lateral del John Hancock Center.
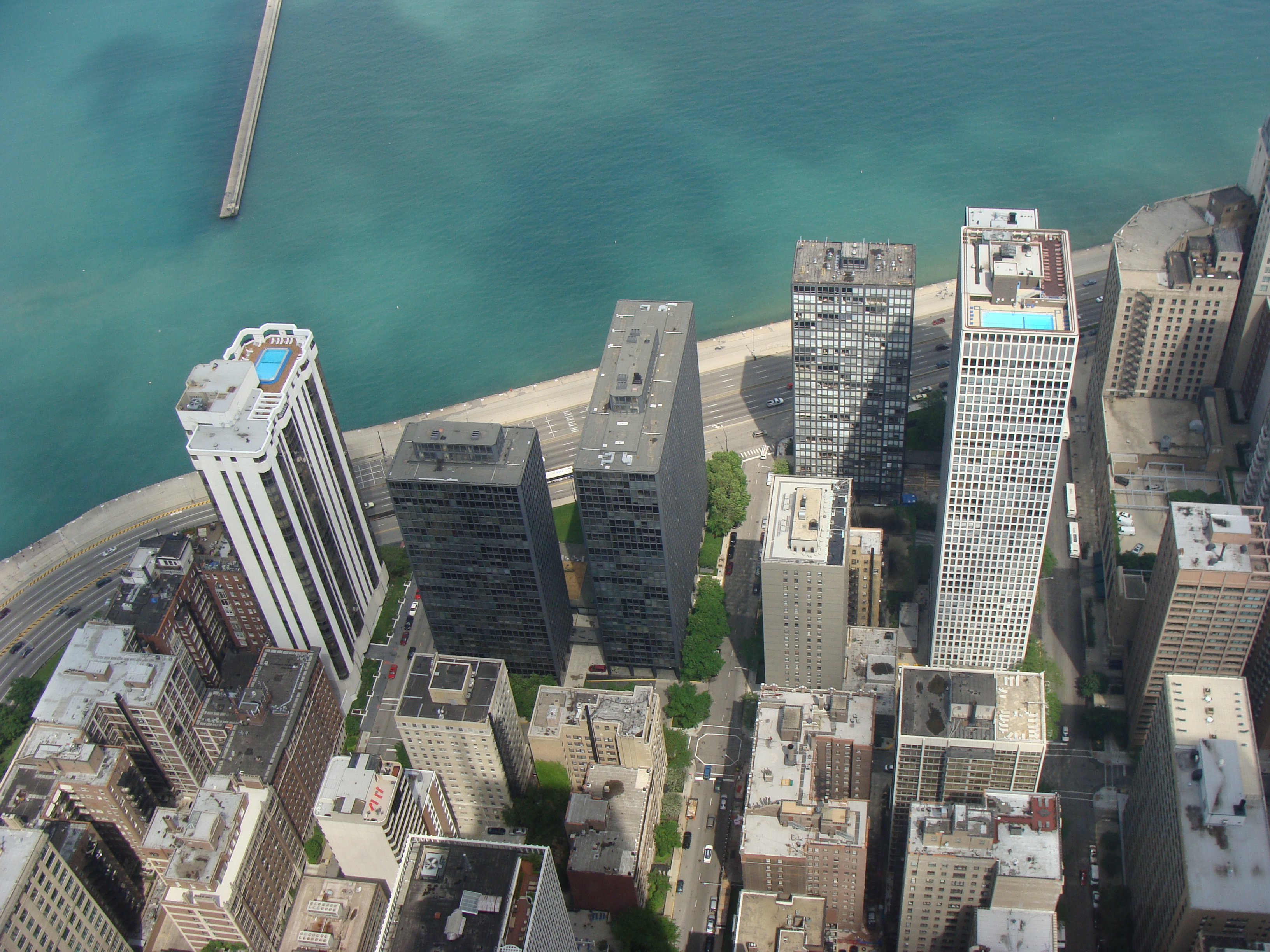
El Lago Míchigan desde el observatorio del John Hancock Center.
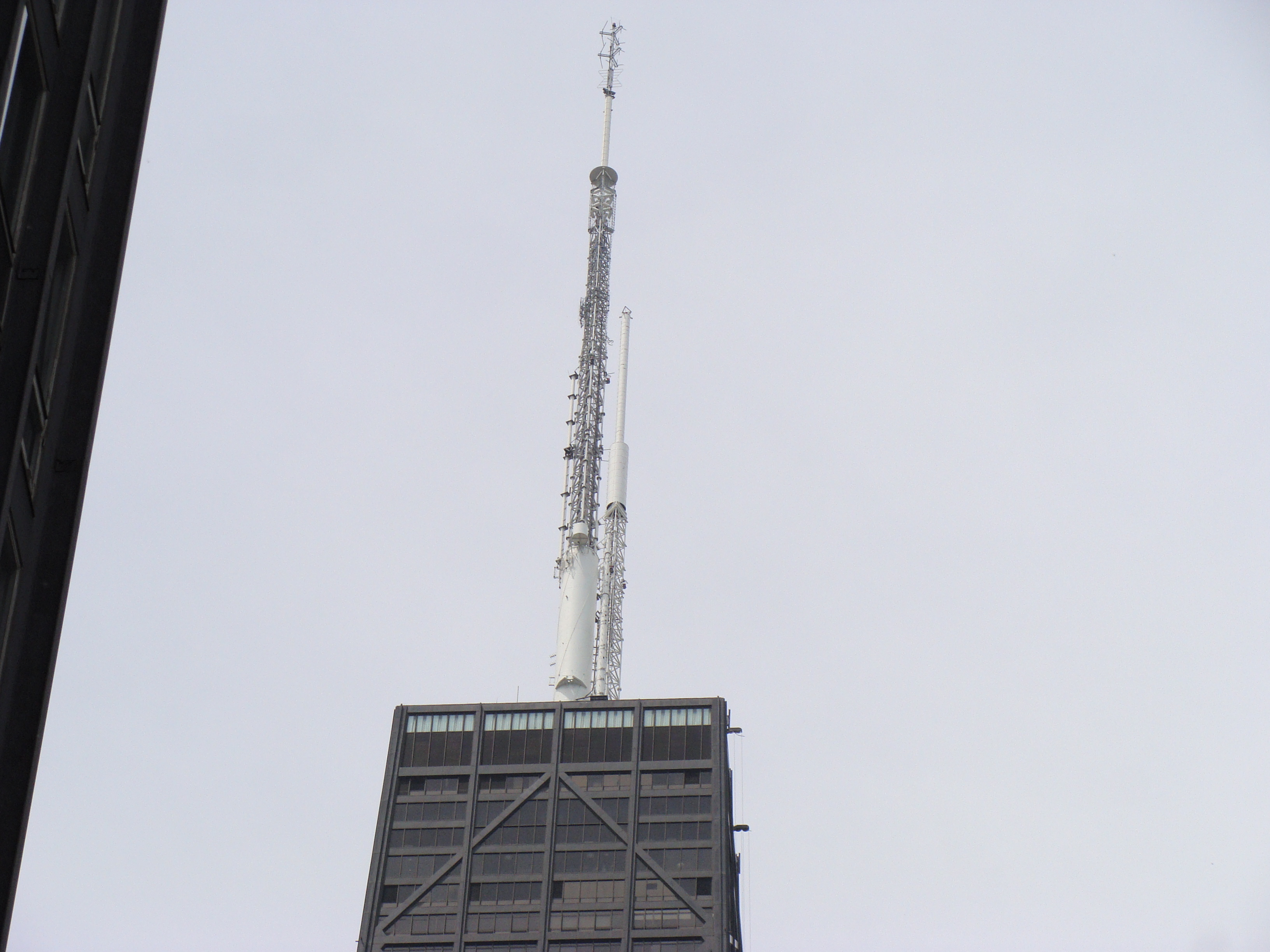
Detalle de las dos antenas del John Hancock Center.
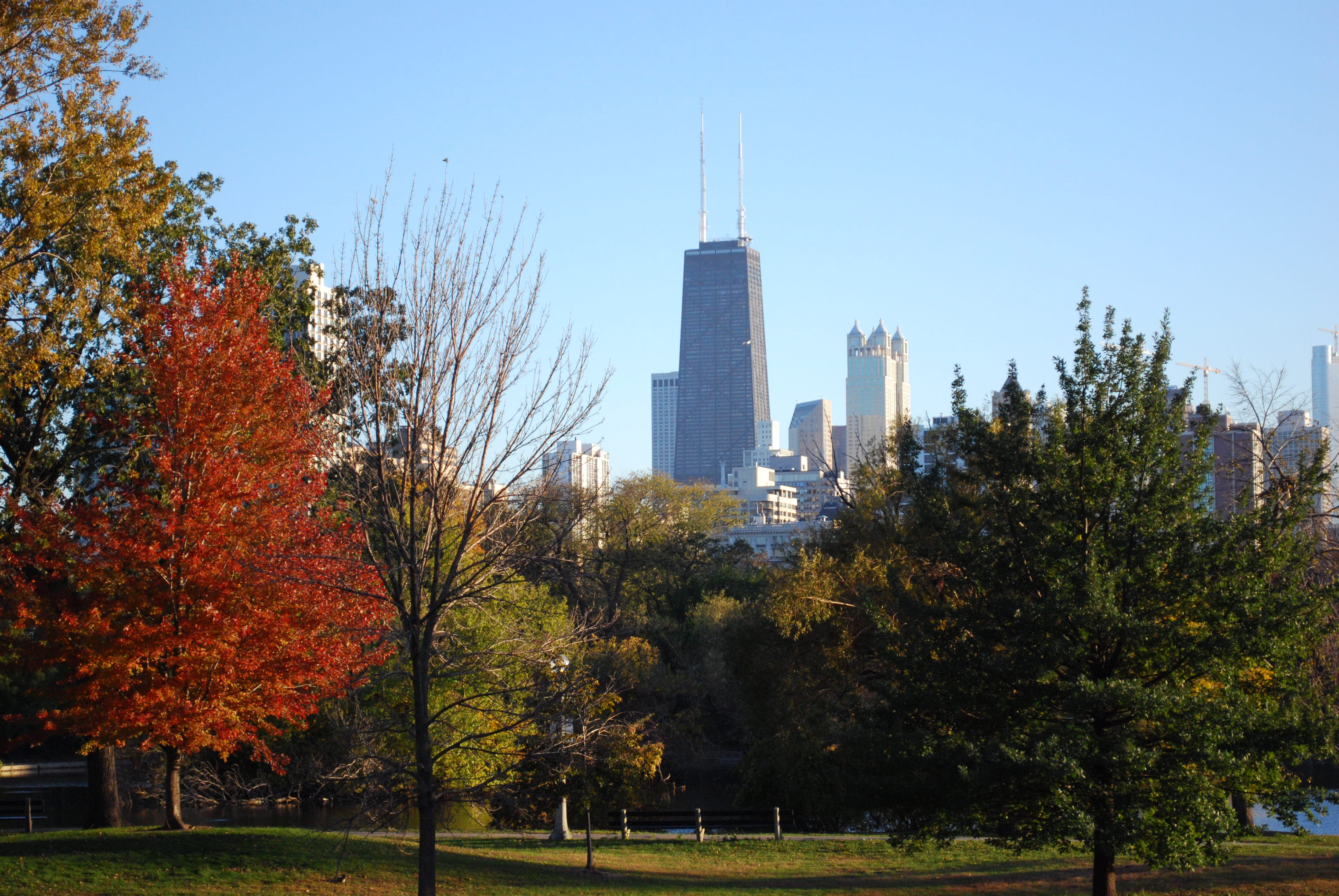
El John Hancock Center desde el Lincoln Park Zoo.